# Mauro Calligaris
Mauro Calligaris (Trieste, 6 maggio 1952 – Voghera, 8 agosto 2000) è stato un nuotatore italiano.

## Carriera
Nato a Trieste nel 1952, ma originario di Padova, era fratello di Novella Calligaris, tre medaglie ai Giochi di Monaco di Baviera 1972 e campionessa mondiale a Belgrado 1973, per 32 anni unica donna medagliata olimpica nel nuoto. A 18 anni prese parte agli Europei del 1970 a Barcellona. L'anno successivo vinse due medaglie ai Giochi del Mediterraneo di Smirne: un bronzo nei 200 metri dorso e un argento nei 400 metri misti. Come la sorella partecipò a Monaco di Baviera 1972, nei 400 metri misti, venendo eliminato con il tempo di 4'52"02, terminando quinto la sua batteria. Fu primatista italiano nei 400 misti. Morì l'8 agosto 2000, a 48 anni, in un incidente stradale sull'autostrada Torino-Piacenza nei pressi di Voghera, mentre era alla guida del pulmino della Schio Nuoto, società che allenava, con cui stava portando 8 ragazzi ai campionati italiani giovanili a Genova.

## Palmarès
- Giochi del Mediterraneo

Smirne 1971: argento nei 400 metri misti, bronzo nei 200 metri dorso.